# 에모리 대학교
에모리 대학교(Emory University)는 미국 조지아주 애틀란타에 소재한 최상위권 명문 사립대학이다.
에모리 대학교의 학부는 정식문리대 (Emory College of Arts and Science), 2년제 문리대 (Oxford College), 간호대 (Nell Hodgson Woodruff School of Nursing), 경영대 (Goizueta Business School)의 4개의 단과대학으로 구성되어 있다. 에모리 대학교에는 학부와 대학원에 모두 약 1만 5천명 정도의 학생이 재학하고 있으며, 학부생중 약 18%가 외국 유학생이다. 학부 재학생 중 백인이 41%로 가장 많으며, 소수민족으로는 동양계가 18%로 가장 많다. 교수 학생 비율은 8:1로 훌륭한 교육 여건을 갖고 있으며, 자연과학분야인 생물학, 신경과학을 포함하여 경영학, 심리학 등 상경, 사회과학분야에서도 높은 평가를 받고있다.
학교 재정 또한 매우 우수해서 대학교 자산규모가 무려 70.87억 달러고 2019년엔 전국에서 17번째로 제정적 자원 (Endowment)의 풀이 많은 학교로 선정됐다. 
에모리 대학원은 문리대학원, 의학전문대학원, 법학전문대학원, 경영대학원, 공공보건대학원, 간호대학원, 신학대학원으로 구성되어있다. U.S. 뉴스 & 월드 리포트(U.S. News and World Report Graduate School Ranking)에 의하면 일반대학원과 전문대학원 역시 최상위권으로 평가 받는다. 
특히 이전부터 한국과 인연이 깊은 대학교로 평가받는다. 한국인 출신 동문으로는 정치인 윤치호, 제28대 국무총리 이홍구, 전 통일부장관 한완상 등이 있다.

## 개요
학생수 약 15,451여명을 갖고 있는 에모리 대학교는 미국 명문 대학 중 하나로 꼽힌다. 2006년 시사주간지 <뉴스위크>가 선정한 25개 명문대학 그룹인 ‘뉴 아이비(New Ivies)’에 포함되었다. 법학전문대학원(Emory University School of Law), 경영대학/원 (Goizueta Business School), 신학대학원 (Candler School of Theology), 의학전문대학원(School of Medicine), 간호대학/원(Nell Hodgson Woodruff School of Nursing)는 국제적으로 명성이 높다. U.S. 뉴스 & 월드 리포트(U.S. News & World Report)에 따르면 전국 대학들 중 21위였으며 에모리대학의 의학대학원(Emory University School of Medicine), 법학대학원(Emory Law School), 경영전문대학원(Goizueta Business School MBA program)은 모두 전국 20위에 포함되며 명성이 높다. 경영대학의 학부 경영 (BBA) 프로그램은 2008년 주간지 <비즈니스 위크>에 전국 5위로 실렸고 2021년 U.S. News & World Report에서는 전국 12위다. 간호대학원(Nell Hodgson Woodruff School of Nursing)는 2021 U.S. News Ranking에서 전국 5위다.   
에모리 대학교는 1836년에 설립되었으며 조지아 감리교 연회의 존 에모리 감독(bishop)의 이름을 따서 지어졌다. 처음에는 3명의 교수와 15명의 학생으로 수업을 시작했다. 미국 남북전쟁 이후 재정부족으로 어려움을 겪다가 후원금을 통해 부채를 청산하고 건물을 확충했다. 1915년 코카콜라를 창설한 아사 캔들러 (Asa Candler) 로부터 기증받은 애틀랜타 지역의 부지로 캠퍼스를 이전했으며, 종합대학교로 승격되었다. 1919년 경영대학과 대학원을 신설했다. 남부라는 지역적 특성상 전국적인 명문대학교로 발돋움은 어려워 보였는데 1970년대에 들어오면서 엄청난 속도로 발전을 했다. 1979년 코카콜라 회장이자 에모리 대학 동문인 로버트 우드러프 (Robert W. Woodruff)로부터 당시 미국 대학 역사상 최대 단일 기부금인 1억 500만 달러를 받은 뒤 크게 성장했다. 실제로 에모리 대학의 별명은 코카콜라 대학이고 코카콜라 회사에서 많은 지원금을 받고 있다. 신입생 오리엔테이션 때 모든 입학생들은 콜라를 마시면서 서로 입학을 축하해주는 전통이 있다. 현재 경영대학(Goizueta Business School)과 신학대 (Candler School of Theology) 이름은 전 코카콜라의 회장이었던 로베르토 고이주에타 (Roberto Goizueta)과 아사 캔들러 (Asa Candler)에서 따온 이름이다. 에모리대에서 가장 큰 도서관 (Robert W. Woodruff Library)을 비롯해 수 많은 건물 이름들은 코카 콜라의 회장이나 창업자 등의 이름에서 따온 만큼 돈독한 관계를 유지하고 있다.   
에모리 헬스케어 (Emory Healthcare)는 조지아주에서 가장 큰 의료 시스템으로서 조지아주의 7개 주요 병원을 구성하고 있다. 실제로 애틀랜타에 가보면 시내 곳곳에 에모리의 이름을 딴 대학병원이 있음을 어렵지 않게 눈치챌 수 있다. 미국 질병통제예방센터 본부 (Centers for Disease Control)가 학교 캠퍼스에 있고, 두 기관 사이에 산학 협력 체제가 잘 구축되어있다. 2014년엔 에볼라 바이러스에 감염되어서 미국으로 송환된 첫 자국민을 에모리대병원에서 성공적으로 치료한 사건은 CNN 등 미국 주요 매체으로부터 큰 관심을 받았다. 또한 윈쉽 암 연구소 (Winship Cancer Institute)와 유인원 연구센터 (Yerkes National Primate Research Center)를 운영하고 있으며 질병과 백신 연구가 뛰어나기로 유명하다. 에모리대는 공과대학 (School of Engineering)이 없는 몇 안 되는 명문대학 중 하나이다. 미국 최상위 명문대학인 시카고 대학교 (The University of Chicago)이나 조지타운 대학교(Georgetown University)도 마찬가지다. 공대가 없는 대신에 애틀랜타에 있는 명문 조지아 공과대학 (Georgia Tech)과 파트너십을 유지하기 때문에 공학에 관심 있는 학생들은 3-2 Dual Degree라는 프로그램에 참여하면 3년 안에 에모리대를 졸업하고 남은 2년은 조지아공대에서 공부한 뒤 공학 학사학위를 받을 수 있다. 그러나 에모리대학 학위와 조지아공대 학위를 5년 안에 받기 때문에 많은 학업 스트레스를 받을 각오를 해야 한다.   
2021년 가을 신학기 입학생을 대상으로 한 조서에서 인종별 구성을 보면 코카시안 31%, 아시안 22%, 흑인 13%, 라티노 11%이며, 학생의 18%는 유학생으로 구성되어 있다. 성비 구성을 보면, 여성은 57%, 남성은 43%이다.   
학부는 전인교육을 지향하기 때문에 엄청난 수의 교양과목을 들어야만 졸업이 가능하며 여기에는 체육과목 4개 또한 포함되어 있다. 학부생들 중 의학전문대학원을 목표로 하는 학생들이 꽤 많은 관계로 생물학, 화학, 물리학 등 이공계 쪽 필수 과목들은 상대평가 채점 때문에 경쟁이 상당히 치열하다. 물론 다른 과목들이 쉽다는 이야기는 아니고, 고이주에타 경영대학도 상대평가 점수를 주기 때문에 시험이 어렵기로 유명하다. 또한, 잘 주목받지 않지만 예체능을(미술, 음악, 연극 등) 제2전공으로 택하는 학생들도 많고, 미술 같은 경우 학교 내 따로 마이클 카를로스 박물관(Michael C. Carlos Museum of Emory)과 보존과학 시설이 있는 등 인프라가 탄탄하다. 마이클 카롤로스 박물관은 조지아 주에서 가장 오랜된 박물관 중의 하나로 1870년대 문을 열었다. 총 3층 규모인 이 박물관은 16,000점의 고고학 유물들이 전시되어 있는데, 특히 이집트, 그리스, 로마, 중동의 유물들의 규모는 미국 내에서도 최대고 매년 120,000여 명의 관람객들이 방문한다. 1학년 학생들은 무료로 관람이 가능하다.   
학교 캠퍼스는 본교 메인 캠퍼스 (Emory College Main Campus), 옥스퍼드 칼리지 캠퍼스 (Oxford College Campus), 그리고 클레어몬트 캠퍼스 (Clairmont Campus)로 구성되어있다. 클레어몬트 캠퍼스는 3학년과 4학년 혹은 외국대학 교환학생을 위한 기숙사 캠퍼스다. 옥스퍼드 칼리지는 2년제 문리대이므로 입학생들은 졸업후에 준학사 학위 (Associate Degree)를 받은 뒤 본교 메인 캠퍼스로 편입하여 3학년, 4학년 공부를 마치면 최종 학사학위를 받는다. 신입생 입학과 지원서부터 본교 메인 캠퍼스와 옥스퍼드 칼리지 캠퍼스는 따로 받으며 합격생들의 합격률, 고등학교 내신 (GPA), 미국 수능 (SAT)점수 차이도 있다. 본교 메인 캠퍼스 입학생들은 4년동안 메인 캠퍼스에서 공부하고 학사학위를 받는다. 경영대학/원, 간호대학/원, 법학전문대학원 등 에모리 전문대학원은 모두 본교 메인 캠퍼스에 있다. 에모리 대학 캠퍼스는 아름답기로 유명하다. The Best Colleges에서 2019년 가장 굉장한 50개의 대학 캠퍼스(50 MOST AMAZING COLLEGE CAMPUSES FOR 2019) 6위였다.     
여담으로, 에모리 명예교수직(University Distinguished Professor)을 맡고 있는 미국 39대 대통령 지미 카터(Jimmy Carter)는 에모리대 신입생들의 입학을 축하하기 위해 매년 방문하신다. 준비하신 연설을 마친 후 '신입생들과 대화' 프로그램을 진행한다. 여기서 신입생들은 주로 미국의 대북정책이나 경제 등 시사 관련 질문을 하고, 그에 대한 카터 전 대통령의 대답을 듣는 식이다. 카터 전 대통령은 1982년 아프리카 15개 국가의 내란 및 국제분쟁의 예방 및 중재, 질병 예방 등 자선 사업을 목표로 하는 카터센터(The Carter Center)라는 비영리 연구 및 지원기관을 세웠고, 그 공로 덕분에 2002년에 노벨평화상을 수상했다. 에모리대는 1982년부터 현재까지도 카터센터와 파트너십을 유지하고 있다. 여러 해외봉사활동을 함께 전개하고 있으며 학생들은 카터센터에서 인턴할 기회가 많다.  
학교 공식 마스코트는 독수리지만 학교에서도 인정해주는 또 하나의 마스코트가 있다. 중절모와 망토를 쓰고 지팡이를 든 해골의 모양을 하고 있는 이 마스코트의 이름은 제임스 W. 둘리(James W. Dooley)다. 매년 둘리위크(Dooley's Week)가 열리는데 둘리 분장을 한 사람이 캠퍼스를 돌아다니면서 아무 교실에나 난입해서 교수들에게 퀴즈를 낸다. 교수가 이 퀴즈를 못 맞추면 수업은 바로 휴강이 되어 버리고 학생들은 집에 갈 수 있다. 참고로 둘리로 분장하는 사람의 정체는 비밀로 지켜지며, 둘리가 이동할 시에는 항상 주변에 경호원 역할을 맡는 몇 명의 학생이 따라다닌다.     
에모리 대학은 연합감리교회 계열의 대학이다. 또한 에모리의 신학대학원(Candler School of Theology)은 United Methodist Church 소속으로 유명하다.     

### 한국과의 인연

한국인 출신 최초의 졸업생 윤치호

한국과의 인연은 19세기 때부터 시작됐으며, 1890년 조선말과 대한제국시대의 지식인이며 애국가의 작사가로 유명한 윤치호 선생이 에모리대의 첫 국제학생으로 공부를 했다. 그는 당시 매우 우수한 학생이어서 학교의 토론팀 멤버로도 활동할 정도였다. 에모리는 그러한 인연을 소중히 간직하고 당시의 윤치호 선생의 일기를 영문과 한글로 출판하기도 했다. 또한 그의 기독교 선교 활동과 실업교육 등의 공적을 기념하여 에모리 대학교는 1930년 윤치호에게 명예 박사학위를 수여한 바 있다.
100여 년 전에 시작된 인연은 그 뒤로도 계속돼 많은 한국 유학생들이 다녀갔으며 현재 한국에는 국무총리와 주미한국대사, 주영한국대사를 지낸 이홍구, 통일부장관을 지낸 한완상을 비롯, 정계, 학계, 종교계, 여성계 등에 많은 에모리 대학교 졸업생들이 활동하고 있다. 그 뒤 대한민국 김대중 15대 대통령도 이 학교에서 명예 박사 학위를 받은 바 있다.
1977년부터 1993년까지 대학 총장을 역임했으며 에모리 일반대학원(Laney Graduate School) 이름을 딴 제임스 레이니(James T. Laney)는 총장 시절에 한국의 민주화운동을 지지하면서 수많은 한국의 야당 정치인, 민주화운동가, 기독교계 인사들과 친분을 쌓았다. 김영삼은 야당 총재시절 레이니 총장의 초청으로 미국을 방문해서 에모리 대학에서 '한국의 민주주의'를 주제로 강연을 한적있다. 그외에도 김대중, 한완상, 문익환, 박형규 목사 등과도 교류했다. 이런 점들이 고려돼서 1993년 클린턴 행정부에서 주한 미 대사로 부임됐다. 또한, 한국에서 선교활동을 했으며 이후 한국에 대한 좋은 기억으로 연세대학교 신학대학에서 교수로 재직하기도 했다. 현재 연세대학교는 그의 공헌을 기념하여 레이니 석좌교수를 임명하고 있다. 
카이스트와 다수의 연구를 진행하며, 연세대학교와 교환학생 프로그램을 운영하기도 한다.

## 입학 현황

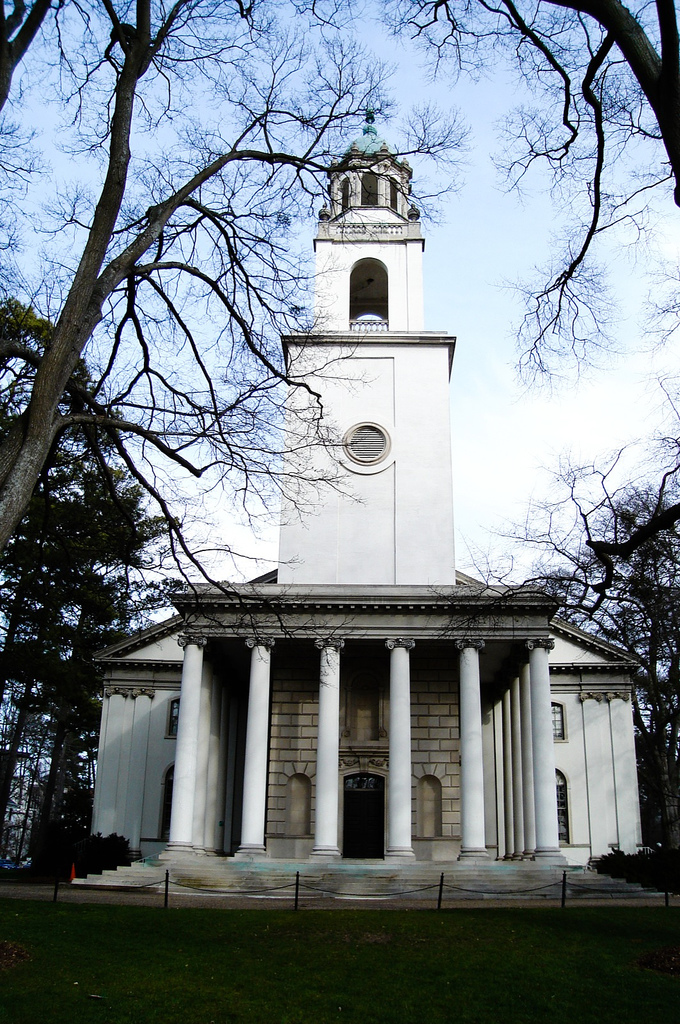
에모리 대학교 본관 전경

U.S. 뉴스 & 월드 리포트(U.S. News & World Report)에 따르면 에모리 대학교의 입학은 어려운 카테고리에 속한다.

학교 공식 웹사이트에 의하면, 2023년 졸업예정(Class of 2023)으로 2019년 가을에 입학하는 학부생의 경우 30,017명이 지원했고, 에모리 본교(Emory College of Arts and Sciences)는 15% 합격률을 기록했다. 
2019년 가을 학부 합격생들의 미국 수능점수(SAT)의 중앙값은 1500점(1600만점)였다. 즉, 합격생들의 절반 이상은 전국 상위 1% 점수(99th percentile nationally)를 가지고 있다. 하위 75%(25th percentile) 점수는 1410, 상위 25%(75th percentile)는 1550이었다. 고등학교 내신(GPA)의 중앙값은 unweighted 3.92(4.0만점)이고 하위 75% 점수는 3.8, 상위 25% 점수는 4.0이었다.

## 저명한 동문

### 한국내 에모리대 인맥
에모리대 출신 인사로는 이홍구 제28대 국무총리(현 중앙일보 이사회 의장)가 있다. 1959년 에모리대 정치학과를 졸업했고, 1963년부터 69년까지 이 학교 조교수를 역임했다. 한완상 전 통일부장관 또한 에모리대 대학원 정치사회학 석사 및 박사 과정을 졸업하였다. 한 전 장관은 2009년 에모리대학의 "명예로운 해외 동창상" 수상자로 선정되기도 했다.
국내 에모리대 인맥은 의대 출신이 많다. 김학선·권상옥 연세대 의대 교수, 손수상 계명대 의대 교수가 에모리 출신이다. 김집 전 체육부 장관도 젊은 시절 에모리 의과대학원에서 의학석사를 공부했다. 오수국 육사 교수(영문학)도 에모리대 동문이다. 경제계에선 임태섭 골드만삭스 한국대표, 김우택 쇼박스미디어플렉스 사장이 에모리대 MBA 출신이다. 사회계에선 고 김대중 대통령의 손자 김종대씨가 에모리대 학사 및 MBA을 졸업하였다.
학계에서는 윤영섭 연세대 의대 교수, 이선이 아주대 사회학과 교수, 정연선 육사 영어과 교수, 조철원 서울대 영문과 교수, 함인희 이화여대 사회학과 교수 등이 활동 중이다. 감리교신학대 이후정 총장, 김외식 전 총장, 신학과 박종천 교수, 안석모 교수, 한일장신대 김정선 교수 등이 에모리 출신이다.

## 같이 보기
- 제임스 레이니
- 김대중
- 윤치호
- 이홍구
- 김정선
- 한완상